# Flik 47
Die Fliegerkompanie 47 (abgekürzt als Flik 47) war eine Fliegerstaffel der österreichisch-ungarischen k.u.k Luftfahrttruppen im Ersten Weltkrieg.

## Geschichte
Das Geschwader wurde im österreichischen Straßhof aufgestellt und nach dessen Bildung am 1. Juni 1917 an die Ostfront geschickt, wo die Kompanie in Krasne (Galizien) stationiert war. Nach kurzer Zeit wurde diese an die italienische Front (Villach) versetzt.
Am 25. Juli 1917 wurde die gesamte Luftwaffe neu aufgestellt. Im Zuge dessen wurde das Geschwader zunächst als Divisionsaufklärereinheit (Divisions-Kompanie 47, Flik 47D) und kurz darauf als Untereinheit (Fernaufklärer-Kompanie 47, Flik 47F) unter dem Kommando der Heeresleitung eingestuft.
Im Oktober 1917 beteiligte sich die Flik 47 als Untergebener der 14. deutschen Armee am Durchbruch in Karfreit. Im darauffolgenden Jahr startete diese vom Flughafen Pinzano aus Operationen und kämpfte als Teil der 6. Armee in der zweiten Schlacht am Piave. Dessen letzte Station war Cordenons.
Kompanieführer der Flik 47 war Hauptmann Ferdinand Cavallar von Grabensprung. Nach dem Krieg wurde sie zusammen mit der gesamten österreichischen Luftwaffe liquidiert.

## Flugzeugflotte
- Hansa-Brandenburg C.I
- UFAG C.I